# Cameroon International 2023
Die Cameroon International 2023 im Badminton fanden vom 24. bis zum 27. August 2023 in Yaoundé statt.

## Sieger und Platzierte
| Disziplin    | Gold                                       | Silber                             | Bronze                                                            |
| ------------ | ------------------------------------------ | ---------------------------------- | ----------------------------------------------------------------- |
| Herreneinzel | Markus Barth                               | Somi Romdhani                      | Aashinsa Herath                                                   |
| Herreneinzel | Markus Barth                               | Somi Romdhani                      | Dimitar Yanakiev                                                  |
| Dameneinzel  | Keisha Fatimah Az Zahra                    | Ksenia Polikarpova                 | Yasmine Hamza                                                     |
| Dameneinzel  | Keisha Fatimah Az Zahra                    | Ksenia Polikarpova                 | Madhumitha Sundarapandian                                         |
| Herrendoppel | P. S. Ravikrishna Sankar Prasad Udayakumar | Koceila Mammeri Youcef Sabri Medel | Caden Kakora Robert White                                         |
| Herrendoppel | P. S. Ravikrishna Sankar Prasad Udayakumar | Koceila Mammeri Youcef Sabri Medel | Kuswanto Kuswanto Abheesh Satheerthan                             |
| Damendoppel  | Rutaparna Panda Swetaparna Panda           | Husina Kobugabe Gladys Mbabazi     | Madeleine Carene Leticia Akoumba Ze Maeva Princia Gertrude Anamba |
| Damendoppel  | Rutaparna Panda Swetaparna Panda           | Husina Kobugabe Gladys Mbabazi     | Séraphine Merveille Avidi Meka Khan Diack Woti                    |
| Mixed        | Koceila Mammeri Tanina Violette Mammeri    | Miha Ivančič Petra Polanc          | Félix Michel Kemene Atangana Madeleine Carene Leticia Akoumba Ze  |
| Mixed        | Koceila Mammeri Tanina Violette Mammeri    | Miha Ivančič Petra Polanc          | Caden Kakora Johanita Scholtz                                     |